# Chemnitzer Fußballclub
Il Chemnitzer Fußballclub e.V., noto come Chemnitz e fino al 1990 Fußballclub Karl-Marx-Stadt, è una società calcistica tedesca con sede a Chemnitz, in Sassonia. Nella stagione 2024-2025 milita in Regionalliga Nordost, la quarta divisione del calcio tedesco e disputa le gare interne nello Stadion an der Gellertstraße. 
L'attuale club succede al Polizei-Sportverein Chemnitz, società nata nel 1920 ed esistita prima della seconda guerra mondiale. 
In seguito alla nascita della Repubblica Democratica Tedesca il club gioca nella DDR-Oberliga, che il club vince una volta. Alla riunificazione tedesca il club viene poi ammesso alla 2. Fußball-Bundesliga 1991-1992, dalla quale è però in seguito retrocesso.
Nella sua storia vanta una partecipazione alla Coppa dei Campioni e due alla Coppa UEFA.

## Storia

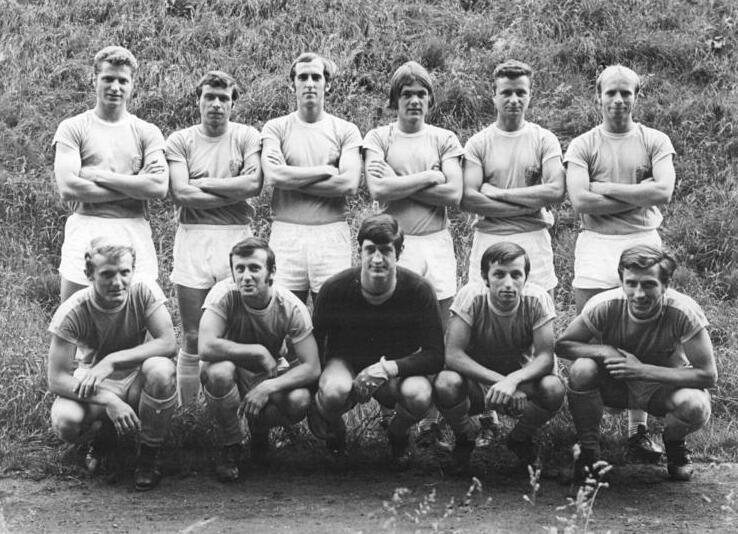
Il Karl-Marx-Stadt del 1970-1971, vincitore del girone Sud della DDR-Liga e promosso in DDR-Oberliga.

Con la riorganizzazione del calcio tedesco sotto il Terzo Reich il PSV Chemnitz fu destinato a giocare in Gauliga Sachsen, una delle sedici massime divisioni regionali. La squadra disputò ottimi campionati finendo sempre sopra la metà della classifica e in due casi conquistando anche la divisione nel 1935 e nel 1936. Nel 1942 il club fu rinominato SG Ordnungspolizei Chemnitz. Con l'avvento della seconda guerra mondiale il club abbandonò la massima divisione e successivamente non seppe più riscattarsi in quanto il calcio tedesco in breve precipitò nel caos.
Nel dopoguerra Chemnitz divenne parte della Germania Est, e le autorità alleate ordinarono la chiusura di tutte le associazioni, calcistiche comprese. La società fu ricreata nel 1945 con il nome di SG Chemnitz Nord e successivamente andò incontro a diversi cambi di nome: BSG Fewa Chemnitz (1948), BSG Chemie (1951) e BSG Chemie Karl-Marx-Stadt (1953); l'ultimo cambiamento di denominazione fu determinato dal fatto che le autorità del Paese rinominarono la città natale della squadra in Karl-Marx-Stadt. Nel 1956 il club fu annesso allo sport club SC Motor Karl-Marx-Stadt, che venne rinominato SC Karl-Marx-Stadt nel 1963.
La squadra giocò per la prima volta in DDR-Oberliga nella stagione 1954-1955, ma sprofondò poco dopo in terza divisione. Riconquistata preso la massima divisione, terminò la maggior parte dei campionati nella seconda metà della classifica. Nel 1966 lo Stato, con lo scopo di creare una nazionale di calcio competitiva, decise di distaccare le squadre di calcio dalle società polisportive, pertanto la società lo stesso anno prese il nome di FC Karl-Marx-Stadt. Vinse quindi titolo nel stagione 1966-1967, inoltre Dieter Erler venne eletto Giocatore dell'anno. Disputò poi, pur senza molta fortuna, la Coppa dei Campioni 1967-1968. In seguito arrivò per tre volte alla finale della coppa nazionale (1968-1969, 1982-1983 e 1988-1989) venendo però sempre sconfitto.
La migliore stagione della squadra si rivelò quella del 1989-1990: i sassoni terminarono il campionato al secondo posto, superati solo dalla Dinamo Dresda per differenza reti, mentre in campo europeo raggiunsero gli ottavi di finale della Coppa UEFA, venendo eliminati dalla Juventus poi vincitrice dell'edizione.
Dopo l'accorpamento delle leghe dovuto alla riunificazione tedesca, il club si trovò a giocare in Zweite Bundesliga riprendendo però il vecchio nome Chemnitz. Nel 1993 la squadra venne eliminata in semifinale di Coppa di Germania ma retrocesse in Regionalliga al termine della 2. Fußball-Bundesliga 1995-1996.
Sebbene nel 1999 riconquistò la seconda divisione, dal quel momento per la società cominciò il declino: nel 2001 la squadra ricadde in terza serie e nel 2006 in quarta serie, dove ha militato fino al 2011, quando riuscì a tornare in terza serie. Nel 2018 è retrocessa nuovamente in Regionalliga, la quarta serie, ma l'anno successivo vi è l'immediato ritorno in 3. Liga; tuttavia, la stagione 2019-2020 viene conclusa con il 17º posto in campionato e la conseguente retrocessione immediata in Regionalliga.

## Palmarès

### Competizioni nazionali
- Campionato tedesco orientale: 1

1966-1967
- Fußball-Regionalliga: 3

1998-1999 (Regionalliga Nord-Est), 2010-2011 (Regionalliga Nord), 2018-2019 (Regionalliga Nord-Est)

### Competizioni regionali
- Sachsenpokal: 4

1997, 1998, 2006, 2008

### Competizioni internazionali
- Coppa Intertoto: 2

1968, 1990

### Altri piazzamenti
- Campionato tedesco orientale:

Secondo posto: 1989-1990
Terzo posto: 1988-1989
- Coppa della Germania Est:

Finalista: 1968-1969, 1982-1983, 1988-1989
Semifinalista: 1960, 1964-1965, 1969-1970, 1971-1972, 1983-1984, 1986-1987
- Coppa di Germania:

Semifinalista: 1992-1993

## Statistiche e record

### Partecipazione ai campionati e ai tornei internazionali

#### Campionati nazionali
Il club vanta una lunga permanenza nella DDR-Oberliga, la massima divisione del campionato tedesco orientale; qui vince anche un titolo nazionale. In seguito alla riunificazione tedesca viene ammesso in 2. Bundesliga.
Dalla stagione 1950-1951 alla 2024-2025 compresa il club ha ottenuto le seguenti partecipazioni ai campionati nazionali:
| Livello | Categoria            | Partecipazioni | Debutto   | Ultima stagione | Totale |
| ------- | -------------------- | -------------- | --------- | --------------- | ------ |
| 1º      | DDR-Oberliga         | 30             | 1954-1955 | 1989-1990       | 31     |
| 1º      | NOFV-Oberliga        | 1              | 1990-1991 | 1990-1991       | 31     |
| 2º      | 2. Bundesliga        | 7              | 1991-1992 | 2000-2001       | 15     |
| 2º      | DDR-Liga             | 8              | 1950-1951 | 1970-1971       | 15     |
| 3º      | 3. Liga              | 8              | 2011-2012 | 2019-2020       | 17     |
| 3º      | Regionalliga Nordost | 3              | 1996-1997 | 1998-1999       | 17     |
| 3º      | Regionalliga Nord    | 5              | 2001-2002 | 2005-2006       | 17     |
| 3º      | 2. DDR-Liga          | 1              | 1959      | 1959            | 17     |
| 4º      | NOFV-Oberliga Süd    | 2              | 2006-2007 | 2007-2008       | 11     |
| 4º      | Regionalliga Nord    | 3              | 2008-2009 | 2010-2011       | 11     |
| 4º      | Regionalliga Nordost | 6              | 2018-2019 | 2024-2025       | 11     |

#### Tornei internazionali
Il massimo traguardo raggiunto nelle competizioni europee sono gli ottavi di finale, che sono stati raggiunti nella Coppa UEFA 1989-1990, quando i tedeschi sono stati eliminati dalla Juventus. La squadra vanta anche una partecipazione alla Coppa dei Campioni.
| Categoria          | Partecipazioni | Debutto   | Ultima stagione |
| ------------------ | -------------- | --------- | --------------- |
| Coppa dei Campioni | 1              | 1967-1968 | 1967-1968       |
| Coppa UEFA         | 2              | 1989-1990 | 1990-1991       |

## Rosa 2017-2018
Aggiornata al 5 maggio 2018.
| N. |                     | Ruolo | Calciatore         |
| -- | ------------------- | ----- | ------------------ |
| 2  | Germania (bandiera) | D     | Jamil Dem          |
| 3  | Camerun (bandiera)  | D     | Emmanuel Mbende    |
| 5  | Germania (bandiera) | D     | Marc Endres        |
| 6  | Germania (bandiera) | C     | Julius Reinhardt   |
| 7  | Germania (bandiera) | C     | Dennis Grote       |
| 8  | Germania (bandiera) | A     | Björn Kluft        |
| 9  | Germania (bandiera) | C     | Florian Trinks     |
| 10 | Turchia (bandiera)  | C     | Okan Aydın         |
| 11 | Germania (bandiera) | A     | Daniel Frahn       |
| 13 | Germania (bandiera) | D     | Fabio Leutenecker  |
| 14 | Germania (bandiera) | D     | Jan Koch           |
| 15 | Germania (bandiera) | C     | Paul-Luis Eckhardt |
| 16 | Germania (bandiera) | C     | Tim Campulka       |
| 17 | Germania (bandiera) | C     | Erik Tallig        |

| N. |                      | Ruolo | Calciatore            |
| -- | -------------------- | ----- | --------------------- |
| 18 | Germania (bandiera)  | D     | Maurice Trapp         |
| 19 | Germania (bandiera)  | C     | Alexander Dartsch     |
| 20 | Germania (bandiera)  | C     | Marvin Thiele         |
| 21 | Germania (bandiera)  | D     | Laurin von Piechowski |
| 22 | Germania (bandiera)  | P     | Kevin Kunz            |
| 23 | Finlandia (bandiera) | D     | Mikko Sumusalo        |
| 24 | Germania (bandiera)  | C     | Florian Hansch        |
| 25 | Germania (bandiera)  | C     | Marcus Mlynikowski    |
| 26 | Germania (bandiera)  | D     | Janik Bachmann        |
| 27 | Ucraina (bandiera)   | A     | Miro Slavov           |
| 29 | Germania (bandiera)  | C     | Tom Baumgart          |
| 31 | Germania (bandiera)  | D     | Tom Scheffel          |
| 32 | Germania (bandiera)  | P     | Kevin Tittel          |
| 33 | Germania (bandiera)  | D     | Marcus Hoffmann       |